# شش‌بید سفلی
شش‌بید سفلی، روستایی از توابع بخش مرکزی شهرستان  در 
روانسر از توابع استان کرمانشاه ایران است. و متشکل از طایفه علی آقایی می باشد شغل اصلی مردم روستا دام داری و کشاورزی است

## جمعیت
این روستا در دهستان دولت‌آباد قرار دارد و براساس سرشماری مرکز آمار ایران در سال ۱۳۸۵، جمعیت آن ۷۵ نفر (۱۵خانوار) بوده‌است.